# Zell an der Pram
Zell an der Pram – gmina w Austrii, w kraju związkowym Górna Austria, w powiecie Schärding. Liczy 2025 mieszkańców.